# From Here to Infirmary
From Here to Infirmary är ett album från 2001 av det amerikanska punkbandet Alkaline Trio. Det var deras första album på skivbolaget Vagrant Records och nådde 199:e plats på Billboard 200.

## Låtlista
1. "Private Eye" - 3:30
2. "Mr. Chainsaw" - 3:05
3. "Take Lots With Alcohol" - 3:13
4. "Stupid Kid" - 2:23
5. "Another Innocent Girl" - 3:37
6. "Steamer Trunk" 2:49
7. "You're Dead" - 3:50
8. "Armageddon" - 2:49
9. "I'm Dying Tomorrow" - 2:20
10. "Bloodied Up" - 2:51
11. "Trucks and Trains" 3:16
12. "Crawl" - 4:25

## Medverkande
- Dan Andriano - bas, piano, sång
- Mike Felumlee - trummor
- Matt Skiba - gitarr, sång